# Metaxmeste schrankiana
Metaxmeste schrankiana là một loài bướm đêm thuộc họ Crambidae. Nó được tìm thấy ở hầu hết Tây Âu, bao gồm Pháp, bán đảo Iberia, Scandinavia, Đức, Áo, Thụy Sĩ, Hy Lạp và Balkan.
Sải cánh dài 18–23 mm.
Ấu trùng ăn Vaccinium myrtillus, Vaccinium uliginosum, Vaccinium vitis-idaea và Calluna vulgaris.